# Torre de Mortella
La Torre de Mortella (Cors: Torra di Mortella, literalment: Torre de la Murtra) és una torre genovesa en ruïnes, situada a la costa de la punta Mortella, a l'entrada del golf de Saint-Florent, al municipi de Saint-Florent (Còrsega, França). Va ser l'antecessora de les torres Martello que els britànics van construir al segle xix arreu del seu imperi.

## Història
Dissenyada per l'arquitecte italià Giovan Giacomo Paleari Fratino, el coronel Giorgio Doria va dirigir-ne la construcció, entre 1563 i 1564. Va formar part de la sèrie de defenses costaneres construïdes per la República de Gènova entre 1530 i 1620 per protegir-se dels atacs dels pirates berbers.
El 7 de febrer de 1794, dos vaixells de guerra britànics, HMS Fortitude (74 canons) i HMS Juno (32 canons), van atacar sense èxit la torre de Mortella, que es defensava amb un sol canó; la torre finalment va caure a les forces terrestres sota el comandament del major general David Dundas i el tinent general John Moore després de dos dies de forts combats. El britànics van quedar meravellats de la resistència que oferia aquesta torre armada, pel que van decidir copiar el seu model per a les nombroses torres del seu imperi. Tanmateix, el nom 'Mortella', que en cors significa 'murtra', el van canviar per 'Martello', que en italià significa 'martell'.
Les ruïnes de la torre de Mortella van ser declarades 'Monument historique de França' el 1991. Actualment només en resta un tros de mur, coronat per merlets.